# Okręg Saint-Paul
Okręg Saint-Paul (fr. Arrondissement de Saint-Paul) – okręg na Reunion. Populacja wynosi 139 tysięcy.

## Podział administracyjny
W skład okręgu wchodzą następujące kantony:
- Port-1,
- Port-2,
- Possession,
- Saint-Leu-1,
- Saint-Leu-2,
- Saint-Paul-1,
- Saint-Paul-2,
- Saint-Paul-3,
- Saint-Paul-4,
- Saint-Paul-5,
- Trois-Bassins.